# Albanien ved sommer-OL 2016
Albanien konkurrerede ved Sommer-OL 2016 i Rio de Janeiro, Brasilien fra 05 til 21 august 2016. Det var landets ottende deltagelse ved OL, selv om det debuterede i 1972. Det nationale olympiske komité i Albanien sendt i alt seks atleter til legene, tre mænd og tre kvinder, der konkurrerede i tre sportsgrene (atletik, svømning og vægtløftning). ] Albanien vandt ikke nogen medalje.